# مارسلو بگا
مارسلو بگا (اسپانیایی: Marcelo Vega‎؛ زادهٔ ۱۲ اوت ۱۹۷۱) یک بازیکن فوتبال اهل شیلی است.

## تیم ملی
وی همچنین در تیم ملی فوتبال شیلی  بازی کرده‌است.